# Грудек (Пулавський повіт)
Грудек (пол. Gródek) — село в Польщі, у гміні Баранів Пулавського повіту Люблінського воєводства.
Населення — 59 осіб (2011).
У 1975-1998 роках село належало до Люблінського воєводства.

## Демографія
Демографічна структура станом на 31 березня 2011 року:
|          | Загалом | Допрацездатний вік | Працездатний вік | Постпрацездатний вік |
| -------- | ------- | ------------------ | ---------------- | -------------------- |
| Чоловіки | 27      | 7                  | 12               | 8                    |
| Жінки    | 32      | 5                  | 17               | 10                   |
| Разом    | 59      | 12                 | 29               | 18                   |